# Xepenupete II
'Xepenupete II (Shepenupet) foi adoradora divina de Amom entre 700 e 650 a.C., tendo atravessado os reinados de Xabataca e Taraca.
Era filha do rei cuxita Piiê, que tinha colocado a sua irmã Amenirdis I como adoradora divina de Amom em Tebas quando se transformou em senhor da região. Sucedeu à tia nas funções.
Em Medinet Habu mandou construir e decorar a capela funerária da sua antecessora. No mesmo complexo funerário se encontra a sua capela.
Surge nas representações artísticas como uma mulher com maças do rosto proeminentes e com ancas pronunciadas. Está representada como uma esfinge numa estátua que se encontra no Museu Egípcio de Berlim.
Durante o reinado de Taraca compartilhou o poder com o seu intendente Montuemate, sacerdote de Amom colocado pelo soberano como responsável pela administração do Baixo Egito.
Adoptou como sua sucessora a sua sobrinha, Amenirdis II, filha de Taraca, com a qual compartilhou a posição a partir de 670 a.C., embora Amenirdis II tenha vivido ofuscada pela sua "mãe". Com a ascensão da XXVI dinastia, a filha do rei Psamético I, Nitócris I tornou-se a nova adoradora divina de Amom.